# 胡新明
胡新明（1965年—），男，陕西凤翔人，中国民间泥塑艺人，享受国务院政府特殊津贴专家，联合国教科文组织“中国民间工艺美术大师”，2002年、2003年中国国家生肖邮票“泥塑马”和“泥塑羊”的设计制作者之一。现为中国民间工艺美术师、中国民间美术学会会员，中国美术家协会陕西分会会员，西安中国画院画家，西安古建园林研究室研究员，宝鸡市有特殊贡献的拔尖人才，陕西省第三届“十大杰出青年农民”等。

## 生平
胡新明出生在凤翔县城关镇六营村的一个传统泥塑之家，从小就受到乡土艺术的熏陶和家庭环境的感染。1982年中学毕业后，胡新明开始全身心的投入到泥塑的工艺创作中。1985年，陕西省人民政府在美国明尼苏达州举办“陕西月”活动，胡新明被选定为“中国陕西民间艺术交流团”的成员。此后，他还曾到中央美术学院、西安美术学院、南京美术学院等高校讲课；出访过香港，以及日本、法国等国家。
1989年，全国人大常委会副委员长习仲勋曾到胡新明的家中观赏考察。1998年，美国前总统克林顿访问西安期间，胡新明的夫人敬玺萍及九岁女儿曾为克林顿夫妇做现场泥塑表演。陕西省省长程安东还将他制作的《斗牛》送给克林顿夫妇作为纪念。
2004年4月，胡新明以自己名字注册的泥塑商标，获得了国家工商总局的正式批准。2006年，他又筹划建立了“胡新明泥塑工作室”；同时还创办了“凤翔六营泥塑艺博园”，以整合当地的民间工艺品。

## 作品
胡新明在继传统六营村彩绘泥塑手工艺的基础上，还发掘创新，塑造出更为丰富的艺术形象。他的作品，造型夸张、憨态可掏、丰富饱满，极具有汉唐造型的艺术特点。
- 1994年10月，中国文化部授予其泥塑《老虎》等四件作品为“中国民间艺术一绝”的殊荣。
- 2002年4月，《五毒青蛙》、《关公钟魁》等数拾件作品，被首届中国吉祥文化艺术节评为金奖。
- 2002年创作的泥塑《马》，和2003年创作的泥塑《羊》，均被国家邮政局选为马年、羊年生肖邮票主图案，并荣获全国首届旅游产品设计大赛金奖。
- 2003年，创作泥塑《戏洋洋》，被中国第八届戏曲节选为吉祥物。
- 2008年11月，创作的“泥塑十二生肖”获得联合国教科文组织“杰出手工艺品”徽章。[4]